# У Юсін
У Юсін (*吳有性, 1582 або 1592 — 1652 або 1672) — китайський лікар часів падіння династії Мін й початку династії Цін, представник «школи епідемічних хвороб».

## Життя та творчість
Про нього відомо замало. Навіть дата точно невстановлена — з різницею в 10 років. Так саме й смерть. Народився у м. Усянь (в сучасній провінції Цзянсу). Усе життя провів у рідному місті. У 1641 році, коли в Китаї спалахнула потужна епідемія чуми, У Юсін намагався з нею боротися, водночас досліджуючи причини та прояви цієї хвороби. Виступав проти застосування наркотиків для лікування чуми, а пропонував дієти, холодну терапію та карантини, що значною мірою допомогло забезпечити Усянь від великої кількості смертей.
Він припустив, що чуму спричинюють не екзогенні метеорологічні патогени, а «шкідливі пневми» (лі ці 戾氣) на кшталт інфекційних чинників. Свої міркування У Юсін виклав у 1642 році в книзі «Вень і лунь» (瘟疫論, «Міркування щодо епідемії чуми»), в якій також описав різні ознаки проявів епідемічних хвороб, де навів різницю між тифом та чумою.
У Юсін вказував, що проникнення «шкідливих пневм» здійснюється через шкіру, рот і ніс, тяжкість хвороби залежить від їх кількості та якості, кожен вид хвороби пов'язаний із специфічним виглядом «шкідливої пневми», їхній вплив на людей і тварин відбувається по-різному. На думку У Юсіна завдання лікаря полягало в тому, щоб збільшити спротив, (імунітет) організму і послабити дію патогенів. Тому, зазначав він, деякі інфекційні хвороби можуть бути вилікувані травами. Крім того, для очищення організму, що полегшує боротьбу з інфекційними захворюваннями, корисні блювотні та проносні засоби. У Юсін також припустив, що «шкідливі пневми» були причиною натуральної віспи (доу 痘), яка мала широке поширення в епоху Мін.